# Miquel Bordonau Mas
Miquel Bordonau Mas (València, 21 de maig de 1901-199?) fou un destacat membre del Cos Facultatiu de Bibliotecaris, Arxivers i Arqueòlegs, director de la Biblioteca Nacional d'Espanya i vicepresident del Consell Internacional d'Arxius.
Fill de Miguel Bordonau Vicent i de Leonor Més Tarazón, realitzà els estudis d'Història a la Facultat de Filosofia i Lletres de la Universitat de València, llicenciant-se i obtenint el Premi Extraordinari de fi de carrera. El 1921 aprovà una oposició a l'Administració de l'Estat al Cos Facultatiu d'Arxivers, Bibliotecaris i Arqueòlegs. La primera destinació fou l'Arxiu d'Hisenda de Múrcia i posteriorment a l'Arxiu General de Simancas. Estant en aquesta darrera destinació, entre 1923 i 1930, entrà en contacte amb nombrosos investigadors d'Europa i els Estats Units, com el professor Earl J. Hamilton, catedràtic d'Economia en Duke University, Durham (Carolina del Nord), amb qui treballà tant a Espanya com als Estats Units.
El 1925 va contraure matrimoni amb Teresa Ibáñez Alfonso i fruit d'aquest matrimoni naixeren les seves dues filles, Teresa i Rosario. El 1930 va passar a treballar a la Biblioteca Nacional d'Espanya sota les ordres de Miguel Artigas Ferrando, que n'era el seu director. Amb la Guerra Civil Espanyola el 2 d'octubre de 1936 va ser empresonat. Acabada la guerra, el 1939 tornà a la Biblioteca Nacional i, també, a impartir classes, com havia fet anteriorment, fins a 1947. Entre 1948 i 1950 passà a treballar al Consell Superior d'Investigacions Científiques i també realitzà algun viatge als Estats Units en visita tècnica, arribant a conèixer les biblioteques més importants d'aquell país i a contactar amb altres professors i investigadors. El 1945 és nomenat Inspector General d'Arxius del Ministeri d'Educació Nacional i el 1947, Director General d'Arxius, carreg que ocupà fins a 1951. El 1954 és designat Inspector Central d'Arxius i el 1961 director de la Biblioteca Nacional d'Espanya. El 1962 torna a ser nomenat -ara pel ministre d'educació Manuel Lora-Tamayo Martín- Director General d'Arxius. Una altra destinació, després de deixar la direcció de la Biblioteca Nacional en circumpstàncies difícils, fou l'Archivo Histórico de Protocolos a partir del 1967. L'“escàndol” conegut com el Códice de Leonardo va ser el responsable. Un còdex del qual se sabia l'existència però que no va ser donat a conèixer púlicament fins que un investigador americà va descobrir-lo en una revista americana, després d'una estada a la Biblioteca Nacional. El 1969 el Consell Superior d'Investigacions Científiques el nomenà Presidente del Instituto de Racionalización del Trabajo, lloc que ocupà fins al 1971 en què es va jubilar. Paral·lelament a aquesta labor relacionada amb la gestió arxivística i la investigació, també va escriure diverses publicacions.